# Chiesa dei Santi Quirico e Giulitta (Capannori)
La chiesa dei Santi Quirico e Giulitta è un edificio sacro che si trova nel centro di Capannori.

## Storia e descrizione
Menzionata dal 786, conserva dell'impianto del XII secolo il paramento della facciata nella zona della navata centrale. L'inserimento del transetto e di una nuova struttura absidale, alla fine del XIX secolo, e la decorazione interna delle volte e del catino absidale (Michele Marcucci, 1897) conclusero una trasformazione iniziata nel 1642 con l'aggiunta di tre navate laterali. Il doppio ordine di gallerie che scandisce la facciata rivela l'adesione a moduli di origine pisana, innestati sulla tradizione locale. Ad un ambito culturale lucchese rimanda una lastra marmorea con un Vescovo con il pastorale murata in controfacciata. All'interno, tele di Michele Marcucci (Sacro Cuore, 1899 e Anime del Purgatorio, 1901) e Nicolao Landucci (Madonna del Rosario, 1857).